# Discografia de Pierce the Veil
Pierce The Veil é uma banda de post-hardcore americana de San Diego, Califórnia, formada em 2006. Atualmente, lançaram cinco álbuns de estúdio, dez singles, e dez vídeos musicais.

## Álbuns de estúdio
| 2007                                                                   | A Flair for the Dramatic - Lançado: 26 de Junho de 2007 - Gravadora: Equal Vision - Formato: CD, download digital           | —   | —  | — | — | —  | —  | —  | —            | —                         |
| 2010                                                                   | Selfish Machines - Lançado: 21 de Junho de 2010 - Gravadora: Equal Vision - Formato: CD, download digital                   | 106 | 17 | 1 | 9 | 16 | 31 | —  | EUA: 20,000  | —                         |
| 2012                                                                   | Collide with the Sky - Lançado: 17 de Julho de 2012 - Gravadora: Fearless Records - Formato: CD, download digital, Vinyl LP | 12  | 1  | — | 1 | 2  | 1  | 14 |              | - RIAA: Ouro - BPI: Prata |
| 2016                                                                   | Misadventures - Lançado: 13 de maio de 2016 - Gravadora: Fearless Records - Formato: CD, LP, Download digital               | 4   | 1  | — | 1 | 1  | 1  | 5  | EUA: 105,000 | —                         |
| 2016                                                                   | The Jaws of Life - Lançado: 10 de fevereiro de 2023 - Gravadora: Fearless Records - Formato: CD, LP, Download digital       |     |    |   |   |    |    |    |              | —                         |
| "—" marca que o trabalho não foi lançado ou não ranqueou nesta parada. | |     |    |   |   |    |    |    |              |                           |

## Singles
| Ano  | Single                                | Álbum                    |
| ---- | ------------------------------------- | ------------------------ |
| 2008 | "Yeah Boy And Doll Face"              | A Flair For The Dramatic |
| 2009 | "Chemical Kids And Mechanical Brides" | A Flair For The Dramatic |
| 2010 | "Caraphernelia"                       | Selfish Machines         |
| 2011 | "Bulletproof Love"                    | Selfish Machines         |
| 2011 | "Just The Way You Are"                | Punk Goes Pop 4          |
| 2012 | "King For A Day"                      | Collide with the Sky     |
| 2012 | "Bulls In The Bronx"                  | Collide with the Sky     |
| 2015 | "The Divine Zero"                     | Misadventures            |
| 2016 | "Texas Is Forever"                    | Misadventures            |
| 2016 | "Circles"                             | Misadventures            |

## Compilações
| Ano  | Detalhes do álbum                                                                         |
| ---- | ----------------------------------------------------------------------------------------- |
| 2010 | Punk Goes Classic Rock - Contribuição: (Don't Fear) The Reaper, cover de Blue Öyster Cult |
| 2011 | Punk Goes Pop 4 - Contribuição: Just the Way You Are, cover de Bruno Mars                 |

## Videos musicais
| Ano  | Título                                | Diretor           |
| ---- | ------------------------------------- | ----------------- |
| 2007 | "Currents Convulsive"                 | Jeremy E. Jackson |
| 2008 | "Yeah Boy And Doll Face"              | Nate Weaver       |
| 2009 | "Chemical Kids And Mechanical Brides" | Nate Weaver       |
| 2010 | "Caraphernelia"                       | Robby Starbuck    |
| 2011 | "Bulletproof Love"                    | Dan Dobi          |
| 2011 | "Just The Way You Are"                | The Video Mouse   |
| 2012 | "King For A Day"                      | —                 |
| 2016 | "Dive In"                             | Dan Fusselman     |
| 2017 | "Floral & Fading"                     | Ethan Lader       |
| 2017 | "Today I Saw the Whole World"         | Dan Fusselman     |